# Rolhockey
Rolhockey is een soort hockey dat wordt gespeeld door twee ploegen (elk 5 spelers) op rolschaatsen. Het vijftal, dat erin slaagt de bal door middel van een stick de meeste keren in het doel van de tegenstander te slaan, is winnaar.
Rolhockey is na veldhockey en ijshockey wereldwijd de populairste variant van hockey. Een andere variant is inlinehockey, dat beoefend wordt op inline skates. De sport is vooral populair in Latijnse landen als Spanje, Portugal en in iets mindere mate Italië en Argentinië. Tijdens de Olympische Zomerspelen van 1992 in Barcelona was rolhockey een demonstratiesport.
Ook Nederland heeft een nationaal team. Daar is Tommy Klein degene met de meeste interlands achter zijn naam.
Rolhockey is ook wel bekend onder de Engelse namen "Hardball Hockey", "Roller Hockey" en "Rink Hockey", en als "Hoquei sobre patins" (Catalaans), "Hóquei em Patins" (Portugees) en "Hockey sobre patines" (Spaans).

## Het spel

Het speelveld

Het speelveld (buiten of overdekt) bestaat uit houten, asfalt- of stenen oppervlak, dat begrensd wordt door een 20 centimeter hoge houten rand. Een ploeg bestaat uit de doelman plus vier veldspelers. De speeltijd bedraagt bij de senioren 2 x 25 minuten.
De bal mag slechts met de stick gespeeld, maar met elk lichaamsdeel gestopt worden. Ook aan rolhockeyers is het niet toegestaan om de stick boven schouderhoogte te tillen en om de bal te 'snijden', dat wil zeggen de bal met de rand van de stick in plaats van de vlakke kant te slaan. Anders dan bij veldhockey, mogen beide zijden van de stick worden gebruikt.
Een doelpunt is gemaakt, indien de bal de doellijn volledig is gepasseerd. Het is de doelman toegestaan om zowel de bal als de grond aan te raken met elk lichaamsdeel, mits hij maar in de slagcirkel is. Hij mag de bal echter niet vastpakken of erop gaan liggen.
Voor beide doelen bevindt zich het strafschopgebied. Overtredingen in het strafschopgebied worden met een penalty bestraft. Dit gebeurt ook als de doelman de bal opzettelijk vasthoudt.

## Uitrusting
Een rolhockeybal bestaat uit een kern van kurk, welke met rubber is bekleed. De geheel houten sticks dienen een krul te hebben, die aan beide kanten vlak, dat wil zeggen aanspeelbaar is. De speciale rolschaatsen zijn voorzien van grote rubber stoppers. De schaats is bevestigd aan een gecapitonneerde schoen. De spelers dragen scheen-, knie-, elleboog- en kruisbeschermers, handschoenen en eventueel een helm met mondbeschermer. De doelman heeft als extra’s: grote beenkappen, zeer goed gecapitonneerde handschoenen, gewatteerde broek, borst- en schouderbeschermers en een masker annex helm.

## Techniek
De techniek van het rolhockey vereist niet alleen een perfecte balbehandeling, maar ook een zich absoluut zeker kunnen bewegen op rolschaatsen. Een goede oefening vormt daarom het kunstrijden op rolschaatsen, waarbij men leert even snel voorwaarts als achterwaarts te rollen, zich om te draaien, te stoppen en weer te starten. Om de bal in elke denkbare situatie in de lucht te kunnen slaan of stoppen is een zeer intensieve training vereist.

## Europese clubcompetities
Wereldwijd gezien is FC Barcelona Hoquei het beste rolhockeyteam, dat reeds vele nationale en internationale prijzen heeft gewonnen. Andere belangrijke Europese (en tevens mondiale) clubs zijn FC Porto, SL Benfica en Óquei de Barcelos uit Portugal, Reus Deportiu Hockey en Liceo A Corunha uit Spanje, Primavera Prato, Follonica Hockey en Bassano Hockey 54 uit Italië. De Spaanse OK Liga wordt beschouwd als de beste rolhockeycompetitie ter wereld. Met 19 titels is FC Barcelona recordkampioen van deze competitie.
Er zijn twee grote Europese toernooien, de European Champions League (vergelijkbaar met de UEFA Champions League bij voetbal) en de CERS Cup (vergelijkbaar met de UEFA Cup bij voetbal). Beide toernooien worden jaarlijks georganiseerd door de CERH (Comité Européen de Rink-Hockey).

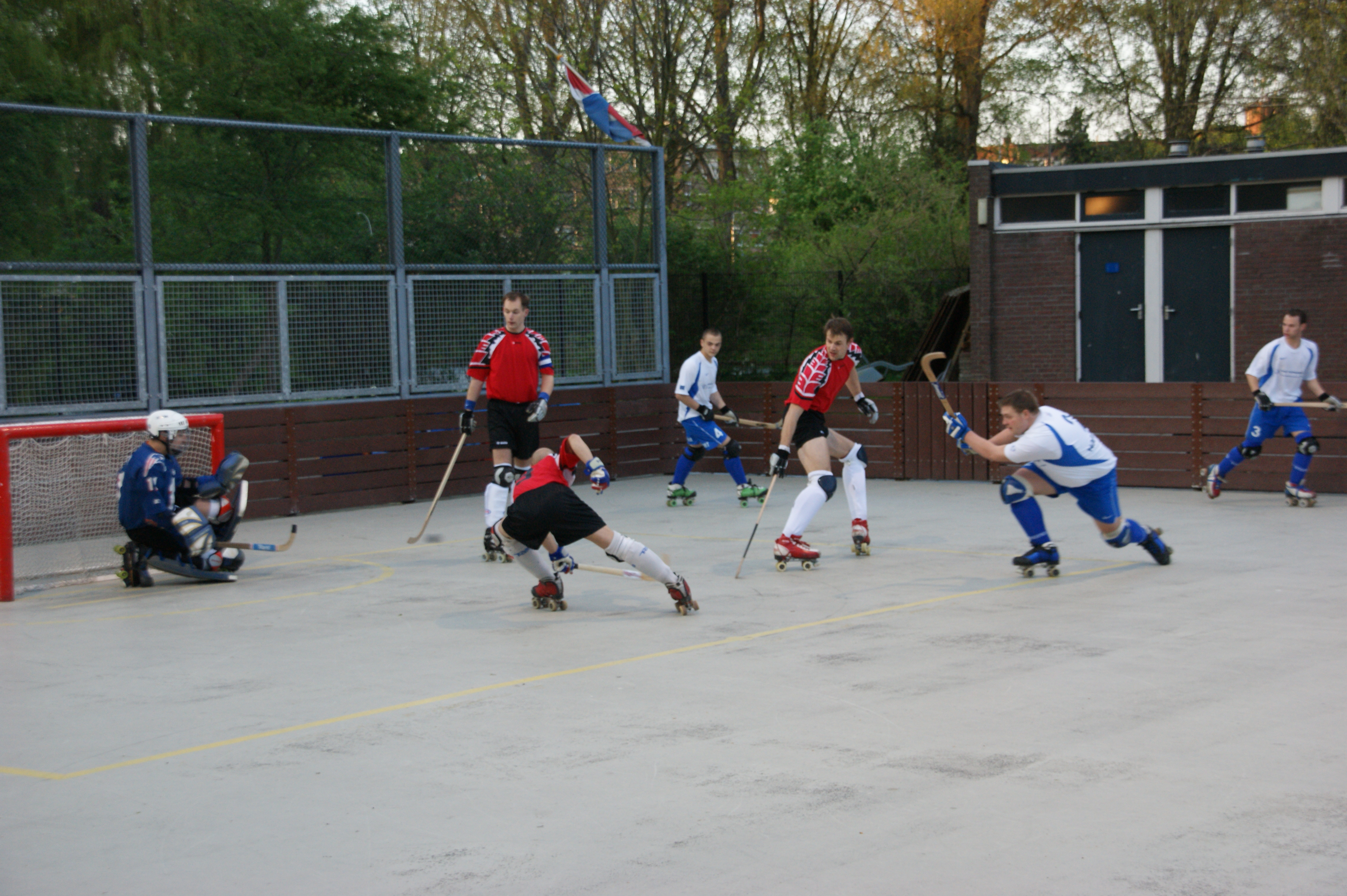
Rolhockeywedstrijd Nederland

Aan de Champions League, waarvan de eerste editie in 1965 was, nemen de beste clubteams deel. Na een kwalificatie- en een eerste ronde blijven acht teams over die verdeeld worden over twee groepen. De nummers één en twee van beide groepen plaatsen zich uiteindelijk voor de Final-four Playoff die gehouden wordt in een Europese stad. De winnaar van deze playoffs is de winnaar van de Champions League. Recordkampioen is FC Barcelona met 16 titels. Andere clubs die de Champions League meerdere malen wonnen zijn Reus Deportiu (zesmaal), Igualada HC (zesmaal), Liceo A Corunha (viermaal) CP Voltregà (driemaal) en FC Porto (tweemaal). Het Italiaanse Follonica Hockey was in 2006 de eerste niet-Iberische club die het toernooi won.
De CERS Cup wordt gespeeld sinds 1980 via een knockout format, waarbij de twee aan elkaar gekoppelde clubs een uit- en thuiswedstrijd spelen en het uiteindelijke gemiddelde resultaat bepaalt welke club doorgaat naar de volgende ronde.
In de Nederlandse competitie van 2009 deden vijf verenigingen mee met in totaal 6 teams. De winnaar van deze competitie was de Valkenswaardse Roller Club VRC-V.

## Teams in Nederland
- Zaanse Roller Club (Zaandam)
- Rolling'90 (Moerkapelle)
- Valkenswaardse Roller Club(Valkenswaard)
- RC Brunssum (Brunssum)
- RC de Lichtstad (Eindhoven)
- EHRC Marathon (Den Haag)

## Intercontinentale clubcompetities
Sinds 1983 strijden de winnaar van de European Champions League en de winnaar van de Zuid-Amerikaanse equivalent om de Intercontinental Cup (vergelijkbaar met de Intercontinental Cup bij voetbal). Beide clubs spelen eenmaal thuis en eenmaal uit. Het uiteindelijke gemiddelde resultaat bepaalt welke club de prijs wint. De Spaanse clubs FC Barcelona en Liceo A Corunha uit La Coruña zijn met vier titels recordkampioen.
| Jaar | Winnaar                   |
| ---- | ------------------------- |
| 1983 | FC Barcelona Hoquei       |
| 1985 | Sertaozinho               |
| 1986 | Unión Vecinal de Trinidad |
| 1987 | Liceo A Corunha           |
| 1989 | Liceo A Corunha           |
| 1992 | Óquei de Barcelos         |
| 1993 | Liceo A Corunha           |
| 1998 | FC Barcelona Hoquei       |
| 2004 | Liceo A Corunha           |
| 2005 | FC Barcelona Hoquei       |
| 2007 | Follonica Hockey          |
| 2008 | FC Barcelona Hoquei       |
| 2010 | Reus Deportiu             |
| 2012 | Liceo A Corunha           |
| 2013 | SL Benfica                |

## Internationale competities voor landenteams
De CERH organiseert sinds 1926 jaarlijks het Rink Hockey European Championship tussen de beste landenteams van de Europa. Slechts vier landen wonnen tot nu toe dit toernooi: Portugal (20 keer), Spanje (13 keer), Engeland (12x) en Italië (2 keer).
De FIRS (Federation Internationale de Roller Sports) organiseert sinds 1936 iedere twee jaar het Rink hockey World Championship tussen de beste landenteams van de wereld. Tot nu toe wonnen vijf landen de wereldtitel: Portugal (15 keer), Spanje (11 keer), Argentinië (5 keer), Italië (4 keer) en Engeland (2 keer).